# Umberto Menti
Umberto Menti (né le 16 avril 1917 à Vicence en Vénétie et mort en 2002 dans la même ville) est un footballeur (milieu de terrain) puis entraîneur de football italien.
Son frère aîné Mario Menti, son frère cadet Romeo Menti ainsi que son neveu Luigi Menti (le fils de Mario) furent également tous joueurs professionnels. Romeo fut également international italien. Pour les distinguer, Mario fut connu comme Menti I, Umberto comme Menti II, Romeo comme Menti III, et Luigi comme Menti IV. Selon d'autres sources, Mario fut ignoré et Umberto et Romeo étaient respectivement appelés Menti I et Menti II.